# Новосёловка (Пермский край)
Новосёловка — деревня в Пермском крае России. Входит в Чусовской городской округ.

## Географическое положение
Деревня расположена недалеко от левого берега реки Чусовая примерно в полутора километрах по прямой на северо-запад от посёлка Верхне-Чусовские Городки.

## История
Деревня возникла в 1953 году для переселения жителей Нижне-Чусовских Городков после создания Камского водохранилища. 
С 2004 до 2019 года деревня входила в состав ныне упразднённого Никифоровского сельского поселения Чусовского муниципального района.

## Население
Постоянное население деревни составляло 10 человек (русские 90 %) в 2002 году, 5 человек в 2010 году.

## Климат
Климат умеренно континентальный. Среднегодовая температура воздуха колеблется около 0 градусов, среднемесячная температура января — −16 °C, июля — +17 °C, заморозки отмечаются в мае и сентябре. Высота снежного покрова достигает 80 см. Продолжительность залегания снежного покрова 170 дней. Продолжительность вегетационного периода 118 дней. В течение года выпадает 500—700 мм осадков.